# اوتوچکا
اوتوچکا (انگلیسی: Utochka) یک شهرک در بخش کراسنوگفاردیسکی استان بلگورود کشور روسیه است.